# Hermann-Gaspard Cotty
Hermann-Gaspard Cotty (1772-1839) fue un barón, escritor y militar nacido en Waillet, los Países Bajos.

## Biografía
El barón Cotty fue general de artillería, Comandante de la legión de honor, caballero de San Luis y San Fernnado de España, e hizo sus estudios en la Escuela militar de París, y después a la escuela de artillería de Chalons, y obtiene el grado de teniente en 1794.
El barón Cotty sirve en el ejército del Sambre y Meuse, con distinción en las campañas de 1794 y 1795, pasando al ejército de Alemania en las campañas de 1796, 1797 y 1798, y fue enviado a Italia para las campañas de 1800 y 1801, distinguiéndose en diversas ocasiones: en el pasaje de Mincio, sitio de Landrecies, Quesnoy y Maestrict.
El general Jean Jacques Basilien Gassendi le da la dirección de las manufacturas de armas de Turín, y posteriormente miembro del consejo de perfeccionamiento de la Politécnica y del consejo  de artillería de Napoleón Bonaparte.
El barón Cotty asciende al grado de coronel 4 de marzo de 1811, y en 1823 el de mariscal de campo y fue examinador de estudiantes en la Escuela de Metz y de Saint-Cyr, y jefe de la dirección de artillería del ministerio de guerra y obtiene el título de barón en 1828 por el rey.
El barón Cotty ocupa una plaza distinguida entre los escritores militares: "Memoria sobre la fabricación de armas portátiles"; "Instrucción sobre las armas de fuego y blancas"; "Tabla de armas portátiles"; "Diccionario de artillería"; "Suplemento del diccionario de artillería" y escribió en la "enciclopedia metódica".

## Obras
- Mémoire sur la fabrication des armes portatiles, 1806.
- Instruction sur les armes a feu et blanches, 1806.
- Instruction pour les ateliers de réparation d'armes portatives de guerre, 1811.
- Dictionnaire de l'artillerie, Paris, 1822.
- Supplement au dictionnaire de l'artillerie, París,1832.